# David Kimutai Rotich
Pour les articles homonymes, voir Rotich.
Ne pas confondre avec l'homme politique David Kimutai Too.
 (août 2011).
Si vous disposez d'ouvrages ou d'articles de référence ou si vous connaissez des sites web de qualité traitant du thème abordé ici, merci de compléter l'article en donnant les références utiles à sa vérifiabilité et en les liant à la section « Notes et références ».
David Kimutai Rotich (né le 19 août 1969 à Kericho) est un athlète kényan, spécialiste de la marche.
Il remporte sa première médaille significative (en argent) lors des Jeux africains de 1995. L’année suivante, son meilleur temps sur 20 km marche est de 1 h 20 min 40 s, obtenu à Nairobi le 29 juin 1996. Il a participé aux Jeux olympiques d’Atlanta, de Sydney et de Pékin (ces derniers en 1 h 22 min 21 s).
En 2006, il a remporté la médaille d’or à Bambous mais a échoué aux pieds du podium lors des championnats d’Afrique d'Addis-Abeba en 2008 et lors des Jeux du Commonwealth à Melbourne la même année. Il a participé aux Mondiaux de Berlin en 2009, et obtient l’année suivante une médaille d’argent lors des championnats d’Afrique à Nairobi.